# 줄리아 (영화)
《줄리아》(영어: Julia)는 1977년 개봉한 미국의 드라마 영화이다. 프레드 지너먼이 감독을 맡았으며, 제인 폰다, 버네사 레드그레이브, 제이슨 로바즈 등이 출연하였다. 메릴 스트리프의 영화 데뷔작이다.
이 영화는 홀로코스트를 소재로 삼았으며, 릴리언 헬먼이 1973년 출간한 회고록 <Pentimento>(펜티멘토)에 실린 동명의 장(張)이 원작이다. 다만 유명 작가 메리 매카시 등은 이 회상록에 담긴 진술의 진위 여부를 놓고 강한 의문을 제기하였으며, 조사를 통해 내용 다수가 허구 혹은 헬먼 본인과 무관계한 타인이 겪은 이야기라는 사실이 판명되었다.
1978년 제50회 아카데미상에서 작품상을 비롯해 11개 부문에 후보로 올랐고 각색상, 여우 조연상(버네사 레드그레이브), 남우 조연상(제이슨 로바즈)을 받았다. 1979년 제32회 영국 아카데미 영화상에서는 10개 부문 후보로 올라 작품상, 여우 주연상(제인 폰다), 각본상, 촬영상을 받았다.

## 줄거리
릴리언 헬먼은 친구 줄리아와 함께 미국에서 자란다. 줄리아는 옥스퍼드와 빈 대학교 의대를 거치며 지그문트 프로이트 등을 만나고 내과의가 된다.
극작가가 된 릴리언은 연인인 유명 작가 대실 해밋에게서 조언을 받으며 희곡을 수정하던 중에 줄리아가 나치에게 심하게 다쳤다는 소식을 듣고 빈으로 향한다. 그러나 줄리아는 치료 명목으로 어딘가로 끌려간다. 릴리언은 유럽에 머물며 줄리아 행방을 찾지만 소득 없이 끝난다.
유명 극작가가 된 릴리언은 소련 작가 회의에 초청을 받는다. 줄리아는 릴리언에게 독일을 경유해 반나치 자금을 배달하는 일을 도와 달라고 부탁한다. 베를린에서 드디어 줄리아와 재회한 릴리언은 줄리아가 빈에서 받았던 소위 “치료”가 다리 절단이었다는 사실을 알게 된다.
릴리언은 줄리아가 프랑크푸르트에서 나치에게 살해됐다는 소식을 접한다. 릴리언은 줄리아가 알자스에 산다고 말했던 줄리아의 딸 릴리를 찾아 보지만 실패한다.

## 출연진
- 제인 폰다 - 릴리언 헬먼 역
- 버네사 레드그레이브 - 줄리아 역
- 제이슨 로바즈 - 대실 해밋 역
- 핼 홀브룩 - 앨런 K. 캠벨 역
- 로즈메리 머피 - 도러시 “도티” 파커 역
- 막시밀리안 셸
- 메릴 스트리프

## 기타 제작진
- 협력 제작: 톰 페브스너
- 배역: 마고 카플리에, 제냐 레이사르, 줄리엣 테일러
- 미술: 진 캘러핸, 카먼 딜런, 윌리 홀트
- 의상: 앤시아 실버트

## 우리말 녹음
KBS 성우진 (2003년 3월 2일)
- 주희 - 릴리언 (제인 폰다)
- 이선영 - 줄리아 (버네사 레드그레이브)
- 유민석 - 대실 (제이슨 로바즈)
- 김태연
- 남궁윤
- 김규식
- 김정미
- 안경진
- 이윤선
- 김민석
- 김소형
- 김희선
- 오인성
- 정현경